# 修正運動

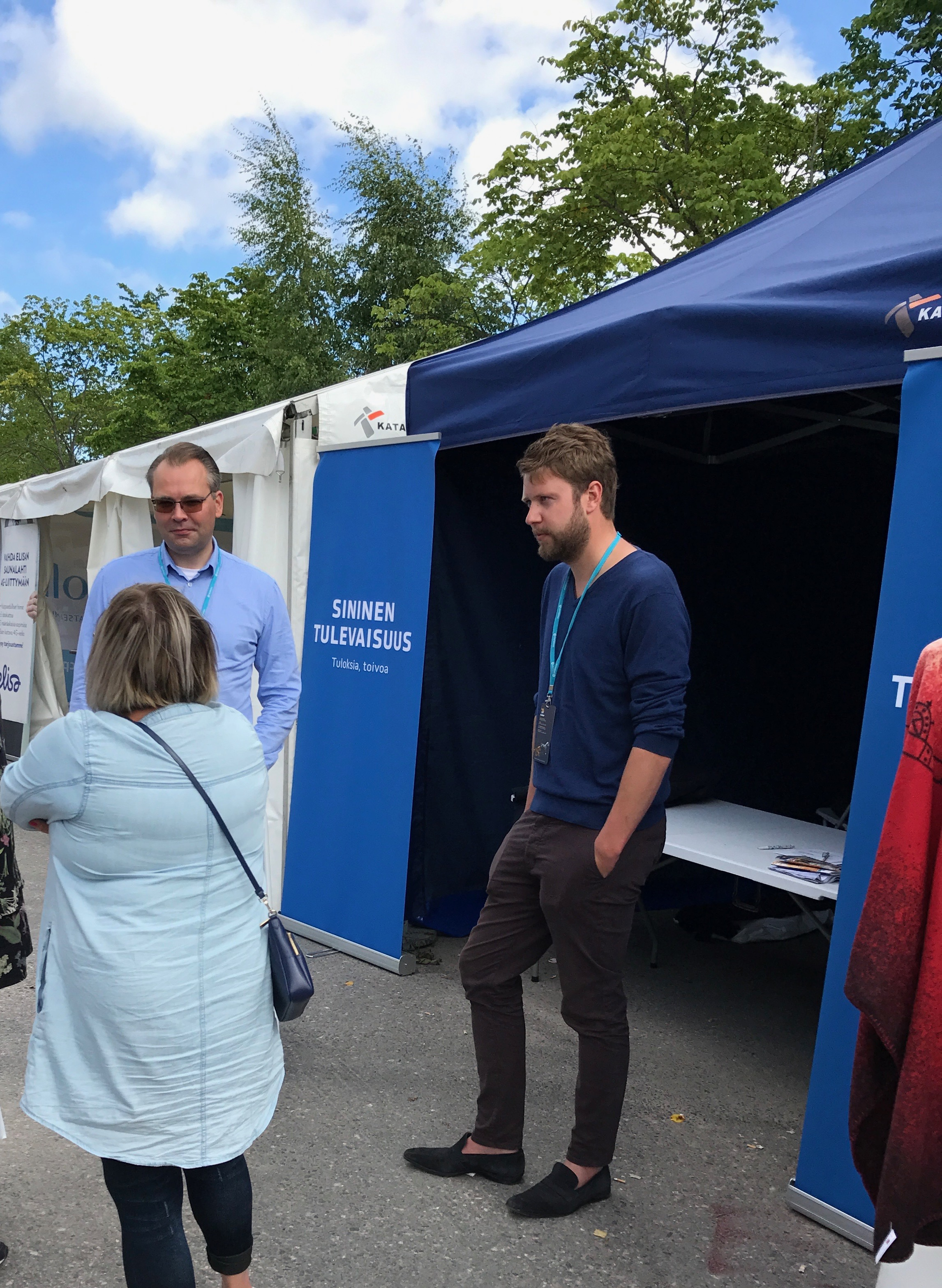
蓝色未来注册协会的宣传帐篷

修正运动（芬蘭語：Korjausliike），2017年—2021年名为藍色未來（芬蘭語：Sininen tulevaisuus），曾是一个芬兰注册政党。修正运动的主席为彼得里·罗伊尼宁。2023年议会选举后由于连续两届未能取得议会席位或获得全国选票的2%，从注册政党名单中除名。

## 历史
蓝色未来是19个离开正统芬兰人党的国会议员在2017年6月13日为抗议尤西·哈拉阿霍当选为党的领导成立的。由这些分离派议员组成的议会党团最初称为新选项（芬蘭語：Uusi vaihtoehto）。6月19日新选项议会党团成员宣布成立名为“蓝色未来”的协会，以该名的协会在7月3日正式注册。同年11月15日该协会正式注册为政党。
据在2017年6、7月所做的民意调查显示，蓝色未来的民众支持率仅为2.5%，为芬兰议会中民意支持率最低的团体。在2019年芬兰议会选举中仅获得1%的得票率，在议会中未能取得任何席位。
自2022年4月份起，该党改名为“修正运动”。

## 名称
该政党的芬兰语及瑞典语原名的字面意思都是“蓝色未来”。但由于对应的英语单词“blue”（蓝色）也有“郁闷、沮丧”等意思，所以该注册协会启用的英文名称为“Blue Reform”，意为“蓝色革新”。

## 政治立场
蓝色未来宣称它想要创建一个鼓励人们去工作、去创立企业、关怀他人及为每一个公民提供生活保障的社会。这个政党尊重家庭价值，并宣称政党唯一的服务对象是芬兰人民。除此之外，蓝色未来宣称它尊重人权，并谴责所有针对人类的仇恨。
“蓝色未来”这个名字据称是代表“稳定”、“和平”、“改革”、“效率”和“爱国主义”。